# Carazinho (ort)
Carazinho är en ort i Brasilien.   Den ligger i kommunen Carazinho och delstaten Rio Grande do Sul, i den södra delen av landet, 1 500 km söder om huvudstaden Brasília. Carazinho ligger 605 meter över havet och antalet invånare är 59 417.
Terrängen runt Carazinho är huvudsakligen platt. Carazinho ligger uppe på en höjd. Carazinho är det största samhället i trakten.
Trakten runt Carazinho består till största delen av jordbruksmark. Runt Carazinho är det ganska tätbefolkat, med 52 invånare per kvadratkilometer.